# Zaragateiro-rabirruivo
Zaragateiro-rabirruivo (Moupinia poecilotis) é uma espécie de ave da família dos paradoxornitídeos (Paradoxornithidae). É endémica da China.